# Front der Nationalen Rettung
Die Front der Nationalen Rettung (russisch Фронт национа́льного спасе́ния (ФНС)) war in den 1990er-Jahren eine Dachorganisation von mehreren Parteien und Bewegungen Russlands, die die Politik des damaligen russischen Präsidenten und seiner Regierung bekämpften. Die Front vereinigte nationalistische und kommunistische Organisationen (darunter die KPRF Gennadi Sjuganows), aber auch einige national-sozialistische Gruppen. Alle Mitgliedsorganisationen, die sehr verschiedene Richtungen des politischen Spektrums vertraten, lehnten die Reformen der Regierung unter Jelzin ab.
Die Front war das erste Beispiel in der Geschichte Russlands von einer Vereinigung der verschiedenartigen politischen Bewegungen auf der Basis von Etatismus. Innerhalb der breit angelegten Koalition erfolgte eine Aufgabenteilung, wobei die rechten Gruppen primär die ideologische Ausrichtung übernahmen und die linken Gruppen sich auf die Organisation von Massenaktionen fokussierten.
Der Vorsitzende des Exekutivkomitees der Front der Nationalen Rettung war Ilja Konstantinow. Im September 1993, nach der russischen Verfassungskrise, begann Konstantinow die Formierung der Kämpfer für die Unterstützung des russischen Parlaments. Viele Mitglieder der Front nahmen an der Unterstützung des Parlamentsgebäudes teil; nach der Niederschlagung des Widerstandes wurde die Front (wie auch viele ihrer Mitgliedsorganisationen) durch Jelzins Verordnung verboten.
Allerdings gab es schon am Anfang 1992 Aufrufe zur Gründung einer neuen oppositionellen Bewegung, die die verschiedenen Gegner der Jelzin-Regierung vereinigen sollte. Am 1. Oktober 1992 wurde in der kommunistischen Zeitung Sowetskaja Rossija ein Aufruf „An die Staatsbürger Russlands“ («К гражданам России») veröffentlicht, der einen Appell zur Gründung der vereinten Front zur Rettung des Vaterlandes enthielt. 38 Politiker der Opposition, die den Aufruf unterschrieben hatten, gründeten auch das Orgkomitee der Front der Nationalen Rettung. 
Der Gründungskongress begann am 24. Oktober 1992; am Kongress nahmen 1428 Delegierte und 675 Gäste aus 103 Städten von allen Republiken der ehemaligen Sowjetunion (außer Usbekistan und Tadschikistan) teil. Der Kongress verabschiedete ein Manifest, in dem man die Absichten der Front beschrieb. Es wurde festgehalten, dass das Land am Rande von Bürgerkrieg, Chaos und Anarchie stünde und die Politik Jelzins und seiner Truppe „die Politik des Hochverrates“ («политика национальной измены») sei. Die Front strebte eine Veränderung des konstitutionellen Systems und eine allmähliche „Wiedergeburt“ Russlands, in seinen historischen Grenzen (oder in den Grenzen der Sowjetunion im Jahr 1975), an. Nach der Niederschlagung des antijelzinschen Aufstandes im Oktober 1993, an dem die FNS-Führung beteiligt war, wurde die Organisation durch Jelzins Verordnung verboten.

## Mitglieder u.a.
- Kommunistische Partei der Russischen Föderation
- Kommunistische Arbeiterpartei Russlands
- National-Republikanische Partei Russlands
- Russische Partei der Nationalen Wiedergeburt
- Verein der Offiziere